# Liste des cantons de l'Hérault

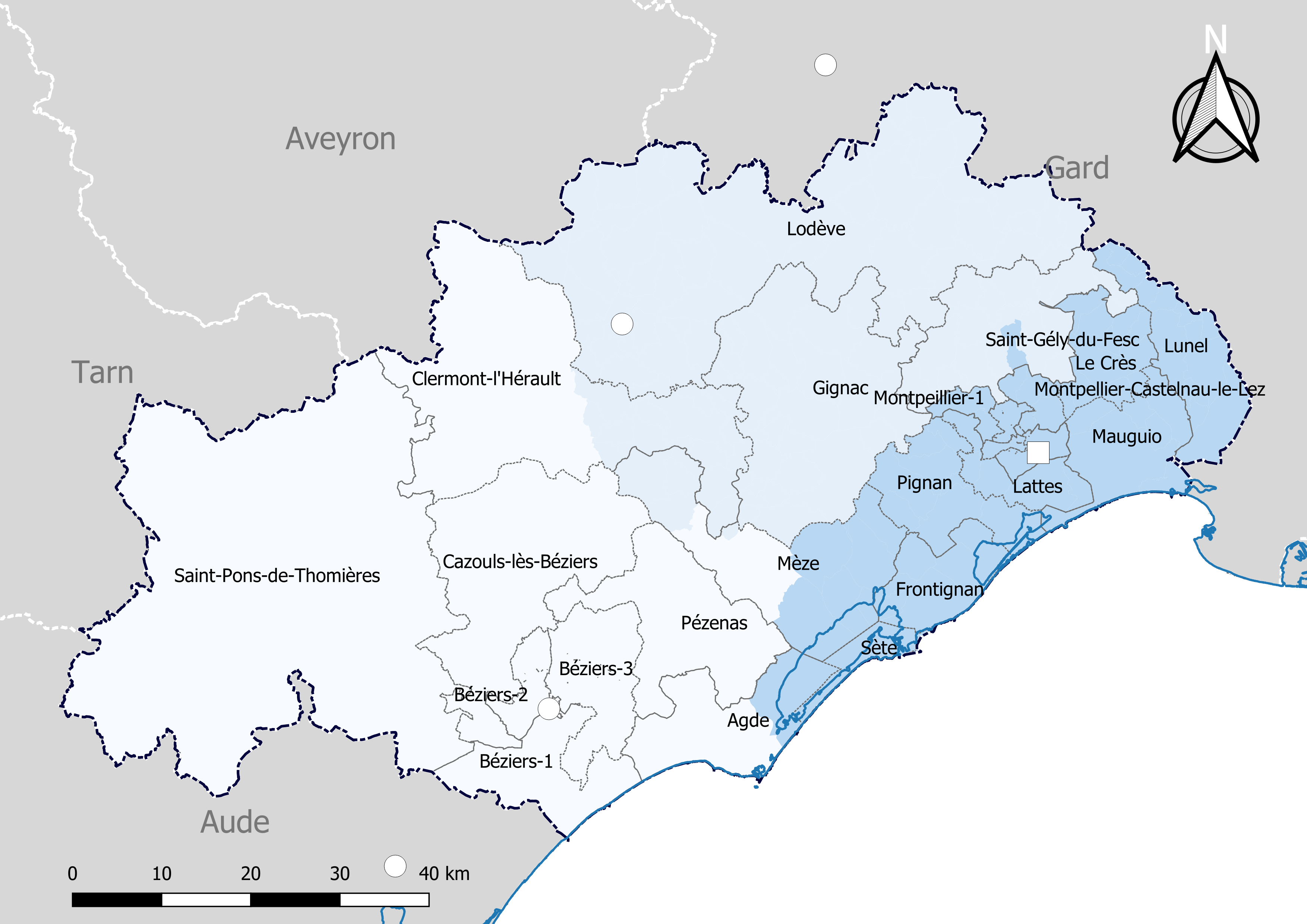
Découpage cantonal du département de l'Hérault, avec en surimpression les arrondissements (en nuances de bleu) - Carte arrêtée au 1er janvier 2019.

Le département de l'Hérault compte 25 cantons à la suite du redécoupage cantonal de 2014. Auparavant ce nombre était de 49 depuis 1991.

## Histoire

### Période de 1790 et 1802
Dans le district de Saint-Pons (1790, 9 cantons) puis arrondissement de Saint-Pons (1802, 5 cantons)
1. Olargues ;
2. Olonzac ;
3. Saint-Chinian ;
4. Saint-Pons ;
5. La Salvetat d'Anglès ;
6. Anglès ;
7. Cessenon ;
8. Cruzy ;
9. La Livinière.

En 1802 disparaissent les trois derniers. Le canton d'Anglès va au Tarn.
Dans le district de Montpellier (1790, 15 cantons), puis arrondissement de Montpellier (1802, 14 cantons)
1. Castries ;
2. Claret ;
3. Frontignan ;
4. Ganges ;
5. Lunel ;
6. Les Matelles ;
7. Mauguio ;
8. Saint-Martin-de-Londres ;
9. Sète ;
10. Montpellier ;
11. Marsillargues ;
12. Pignan ;
13. Poussan ;
14. Restinclières ;
15. Saint-Georges.

En l'an II, le canton de Castries est rattaché à celui de Marsillargues. En 1802 les cantons de 11 à 15 sont supprimés et sont remplacés par :
11. Montpellier-2 ;
12. Montpellier-3 ;
13. Aniane ;
14. Mèze.
Dans le district de Lodève (1790, 12 cantons), puis arrondissement de Lodève (1802, 5 cantons)
1. Le Caylar ;
2. Clermont-Lodève ;
3. Gignac ;
4. Lodève ;
5. Lunas ;
6. Aniane ;
7. Aspiran ;
8. Montpeyroux ;
9. Octon ;
10. Saint-André-de-Sangonis ;
11. Saint-Jean-de-la Blaquière ;
12. Saint-Pargoire ;
13. Soubès.

En 1802, le canton d'Aniane va à Montpellier. Les cantons 7 à 13 sont supprimés.
Dans le district de Béziers (1790, 15 cantons), puis arrondissement de Béziers (1802, 12 cantons)
1. Agde ;
2. Bédarieux ;
3. Capestang ;
4. Florensac ;
5. Montagnac ;
6. Murviel ;
7. Pézenas ;
8. Roujan ;
9. Servian ;
10. Béziers ;
11. Cazouls ;
12. Fontès ;
13. Magalas ;
14. Le Poujol ;
15. Mèze.

En 1802, le canton de Mèze va à Montpellier. Les cantons 11 à 14 sont supprimés. Le canton de Béziers-2 est créé. Celui de Saint-Gervais est donné par le département du Tarn.

### Découpage cantonal antérieur à 2015
Liste des 49 cantons de l'Hérault, par arrondissement :
| Arrondissement de Béziers (19 cantons)     | canton d'Agde - canton de Bédarieux - canton de Béziers-1 - canton de Béziers-2 - canton de Béziers-3 - canton de Béziers-4 - canton de Capestang - canton de Florensac - canton de Montagnac - canton de Murviel-lès-Béziers - canton d'Olargues - canton d'Olonzac - canton de Pézenas - canton de Roujan - canton de Saint-Chinian - canton de Saint-Gervais-sur-Mare - canton de Saint-Pons-de-Thomières - canton de La Salvetat-sur-Agout - canton de Servian                                                      |
| Arrondissement de Lodève (8 cantons)       | canton d'Aniane - canton du Caylar - canton de Clermont-l'Hérault - canton de Ganges - canton de Gignac - canton de Lodève - canton de Lunas - canton de Saint-Martin-de-Londres |
| Arrondissement de Montpellier (22 cantons) | canton de Castelnau-le-Lez - canton de Castries - canton de Claret - canton de Frontignan - canton de Lattes - canton de Lunel - canton des Matelles - canton de Mauguio - canton de Mèze - canton de Montpellier-1 - canton de Montpellier-2 - canton de Montpellier-3 - canton de Montpellier-4 - canton de Montpellier-5 - canton de Montpellier-6 - canton de Montpellier-7 - canton de Montpellier-8 - canton de Montpellier-9 - canton de Montpellier-10 - canton de Pignan - canton de Sète-1 - canton de Sète-2 |

### Redécoupage cantonal de 2014
Dans la poursuite de la réforme territoriale engagée en 2010, l'Assemblée nationale adopte définitivement le 17 avril 2013 la réforme du mode de scrutin pour les élections départementales destinée à garantir la parité hommes/femmes. Les lois (loi organique 2013-402 et loi 2013-403) sont promulguées le 17 mai 2013. Un nouveau découpage territorial est défini par décret du 26 février 2014 pour le département de l'Hérault. Celui-ci entre en vigueur lors du premier renouvellement général des assemblées départementales suivant la publication du décret, soit en mars 2015. Les conseillers départementaux sont élus au scrutin majoritaire binominal mixte. Les électeurs de chaque canton éliront au Conseil départemental, nouvelle appellation des Conseils généraux, deux membres de sexe différent, qui se présenteront en binôme de candidats. Les conseillers départementaux seront élus pour 6 ans au scrutin binominal majoritaire à deux tours, l'accès au second tour nécessitant 10 % des inscrits au 1er tour. En outre la totalité des conseillers départementaux est renouvelée.
Ce nouveau mode de scrutin nécessite un redécoupage des cantons dont le nombre est divisé par deux avec arrondi à l'unité impaire supérieure si ce nombre n'est pas entier impair et avec des conditions de seuils minimaux. Dans l'Hérault le nombre de cantons passe ainsi de 49 à 25.
Les critères du remodelage cantonal sont les suivants : le territoire de chaque canton doit être défini sur des bases essentiellement démographiques, le territoire de chaque canton doit être continu et les communes de moins de 3 500 habitants sont entièrement comprises dans le même canton. Il n’est fait référence, ni aux limites des arrondissements, ni à celles des circonscriptions législatives.
Conformément à de multiples décisions du Conseil constitutionnel depuis 1985 et notamment sa décision no 2010-618 DC du 9 décembre 2010, il est admis que le principe d’égalité des électeurs au regard des critères démographiques est respecté lorsque le ratio conseiller/habitant de la circonscription est compris dans une fourchette de 20 % de part et d'autre du ratio moyen conseiller/habitant du département. Pour le département de l'Hérault, la population de référence est la population légale en vigueur au 1er janvier 2013, à savoir la population millésimée 2010, soit 1 044 558 habitants. Avec 25 cantons la population moyenne par conseiller départemental est de 41 782 habitants. Ainsi la population de chaque nouveau canton doit-elle être comprise entre 33 426 habitants et 50 139 habitants pour respecter le principe de l'égalité citoyenne au vu des critères démographiques.

## Composition actuelle

### Composition détaillée

Liste des cantons
1- Agde, 2- Béziers-1, 3- Béziers-2, 4- Béziers-3, 5- Cazouls-lès-Béziers, 6- Clermont-l'Hérault, 7- Le Crès, 8- Frontignan, 9 Gignac, 10- Lattes, 11- Lodève, 12- Lunel, 13- Mauguio, 14- Mèze, 15- Montpellier-1, 16- Montpellier-2, 17- Montpellier-3, 18- Montpellier-4, 19- Montpellier-5, 20- Montpellier - Castelnau-le-Lez, 21- Pézenas, 22- Pignan, 23- Saint-Gély-du-Fesc, 24- Saint-Pons-de-Thomières, 25- Sète

| N° | Nom du Canton                            | Bureau centralisateur   | Population       | Nombre de communes          | Communes composant le canton | Localisation dans le département | Conseillers               | Conseillers                      | Conseillers |
| -- | ---------------------------------------- | ----------------------- | ---------------- | --------------------------- | --- | -------------------------------- | ------------------------- | -------------------------------- | ----------- |
| 1  | Agde                                     | Agde                    | 52 712 (2022)    | 5                           | Agde, Bessan, Marseillan, Portiragnes et Vias. |                                  |                           | Marie-Christine Fabre de Roussac | LR          |
| 1  | Agde                                     | Agde                    | 52 712 (2022)    | 5                           | Agde, Bessan, Marseillan, Portiragnes et Vias. |                                  | Sébastien Frey            | UDI                              |             |
| 2  | Béziers-1                                | Béziers                 | 43 063 (2022)    | 5 + faction de Béziers      | Lespignan, Nissan-lez-Enserune, Sérignan, Valras-Plage, Vendres et la partie sud de la commune de Béziers. |                                  |                           | Marie Hirth                      | DVD         |
| 2  | Béziers-1                                | Béziers                 | 43 063 (2022)    | 5 + faction de Béziers      | Lespignan, Nissan-lez-Enserune, Sérignan, Valras-Plage, Vendres et la partie sud de la commune de Béziers. | Denis Marsala                    | DVD                       |                                  |             |
| 3  | Béziers-2                                | Béziers                 | 43 685 (2022)    | 2 + fraction de Béziers     | Corneilhan, Lignan-sur-Orb et la partie nord-ouest de la commune de Béziers |                                  | Marie-Emmanuelle Camous   | DVD                              |             |
| 3  | Béziers-2                                | Béziers                 | 43 685 (2022)    | 2 + fraction de Béziers     | Corneilhan, Lignan-sur-Orb et la partie nord-ouest de la commune de Béziers |                                  | Gilles Sacaze             | RN                               |             |
| 4  | Béziers-3                                | Béziers                 | 48 045 (2022)    | 8 + fraction de Béziers     | Bassan, Boujan-sur-Libron, Cers, Espondeilhan, Lieuran-lès-Béziers, Sauvian, Servian, Villeneuve-lès-Béziers et la partie nord-est de la commune de Béziers. |                                  |                           | Jean-Louis Respaud               | DVD         |
| 4  | Béziers-3                                | Béziers                 | 48 045 (2022)    | 8 + fraction de Béziers     | Bassan, Boujan-sur-Libron, Cers, Espondeilhan, Lieuran-lès-Béziers, Sauvian, Servian, Villeneuve-lès-Béziers et la partie nord-est de la commune de Béziers. |                                  | Nicole Zénon              | RN                               |             |
| 5  | Cazouls-lès-Béziers                      | Cazouls-lès-Béziers     | 43 911 (2022)    | 28                          | Autignac, Cabrerolles, Causses-et-Veyran, Caussiniojouls, Cazouls-lès-Béziers, Colombiers, Faugères, Fos, Fouzilhon, Gabian, Laurens, Magalas, Margon, Maraussan, Maureilhan, Montady, Montesquieu, Murviel-lès-Béziers, Neffiès, Pailhès, Pouzolles, Puimisson, Roquessels, Roujan, Saint-Geniès-de-Fontedit, Saint-Nazaire-de-Ladarez, Thézan-lès-Béziers et Vailhan. |                                  |                           | Séverine Saur                    | PS          |
| 5  | Cazouls-lès-Béziers                      | Cazouls-lès-Béziers     | 43 911 (2022)    | 28                          | Autignac, Cabrerolles, Causses-et-Veyran, Caussiniojouls, Cazouls-lès-Béziers, Colombiers, Faugères, Fos, Fouzilhon, Gabian, Laurens, Magalas, Margon, Maraussan, Maureilhan, Montady, Montesquieu, Murviel-lès-Béziers, Neffiès, Pailhès, Pouzolles, Puimisson, Roquessels, Roujan, Saint-Geniès-de-Fontedit, Saint-Nazaire-de-Ladarez, Thézan-lès-Béziers et Vailhan. | Philippe Vidal                   | PS                        |                                  |             |
| 6  | Clermont-l'Hérault                       | Clermont-l'Hérault      | 45 397 (2022)    | 39                          | Les Aires, Aspiran, Avène, Bédarieux, Le Bousquet-d'Orb, Brenas, Brignac, Camplong, Canet, Carlencas-et-Levas, Ceilhes-et-Rocozels, Ceyras, Clermont-l'Hérault, Combes, Graissessac, Hérépian, Joncels, Lacoste, Lamalou-les-Bains, Liausson, Lunas-les-Châteaux, Mérifons, Mourèze, Nébian, Octon, Paulhan, Pézènes-les-Mines, Le Poujol-sur-Orb, Le Pradal, Saint-Étienne-Estréchoux, Saint-Félix-de-Lodez, Saint-Geniès-de-Varensal, Saint-Gervais-sur-Mare, Salasc, Taussac-la-Billière, La Tour-sur-Orb, Valmascle, Villemagne-l'Argentière et Villeneuvette. |                                  | Jean-Luc Falip            | PS                               |             |
| 6  | Clermont-l'Hérault                       | Clermont-l'Hérault      | 45 397 (2022)    | 39                          | Les Aires, Aspiran, Avène, Bédarieux, Le Bousquet-d'Orb, Brenas, Brignac, Camplong, Canet, Carlencas-et-Levas, Ceilhes-et-Rocozels, Ceyras, Clermont-l'Hérault, Combes, Graissessac, Hérépian, Joncels, Lacoste, Lamalou-les-Bains, Liausson, Lunas-les-Châteaux, Mérifons, Mourèze, Nébian, Octon, Paulhan, Pézènes-les-Mines, Le Poujol-sur-Orb, Le Pradal, Saint-Étienne-Estréchoux, Saint-Félix-de-Lodez, Saint-Geniès-de-Varensal, Saint-Gervais-sur-Mare, Salasc, Taussac-la-Billière, La Tour-sur-Orb, Valmascle, Villemagne-l'Argentière et Villeneuvette. | Marie Passieux                   | PS                        |                                  |             |
| 7  | Le Crès                                  | Le Crès                 | 48 118 (2022)    | 11                          | Baillargues, Beaulieu, Castries, Le Crès, Montaud, Restinclières, Saint-Brès, Saint-Drézéry, Saint-Geniès-des-Mourgues, Sussargues et Vendargues. |                                  |                           | Yvon Pellet                      | DVG         |
| 7  | Le Crès                                  | Le Crès                 | 48 118 (2022)    | 11                          | Baillargues, Beaulieu, Castries, Le Crès, Montaud, Restinclières, Saint-Brès, Saint-Drézéry, Saint-Geniès-des-Mourgues, Sussargues et Vendargues. |                                  | Claudine Vassas Mejri     | PS                               |             |
| 8  | Frontignan                               | Frontignan              | 46 946 (2022)    | 6                           | Balaruc-les-Bains, Balaruc-le-Vieux, Frontignan, Gigean, Mireval et Vic-la-Gardiole. |                                  | Jean-Franck Cappellini    | PS                               |             |
| 8  | Frontignan                               | Frontignan              | 46 946 (2022)    | 6                           | Balaruc-les-Bains, Balaruc-le-Vieux, Frontignan, Gigean, Mireval et Vic-la-Gardiole. | Sylvie Pradelle                  | PS                        |                                  |             |
| 9  | Gignac                                   | Gignac                  | 41 749 (2022)    | 28                          | Aniane, Arboras, Argelliers, Aumelas, Bélarga, La Boissière, Campagnan, Gignac, Jonquières, Lagamas, Montarnaud, Montpeyroux, Plaissan, Popian, Le Pouget, Pouzols, Puéchabon, Puilacher, Saint-André-de-Sangonis, Saint-Bauzille-de-la-Sylve, Saint-Guilhem-le-Désert, Saint-Guiraud, Saint-Jean-de-Fos, Saint-Pargoire, Saint-Paul-et-Valmalle, Saint-Saturnin-de-Lucian, Tressan et Vendémian. |                                  |                           | Nicole Morere                    | DVG         |
| 9  | Gignac                                   | Gignac                  | 41 749 (2022)    | 28                          | Aniane, Arboras, Argelliers, Aumelas, Bélarga, La Boissière, Campagnan, Gignac, Jonquières, Lagamas, Montarnaud, Montpeyroux, Plaissan, Popian, Le Pouget, Pouzols, Puéchabon, Puilacher, Saint-André-de-Sangonis, Saint-Bauzille-de-la-Sylve, Saint-Guilhem-le-Désert, Saint-Guiraud, Saint-Jean-de-Fos, Saint-Pargoire, Saint-Paul-et-Valmalle, Saint-Saturnin-de-Lucian, Tressan et Vendémian. | Jean-François Soto               | DVG                       |                                  |             |
| 10 | Lattes                                   | Lattes                  | 57 507 (2022)    | 5                           | Juvignac, Lattes, Lavérune, Pérols et Saint-Jean-de-Védas. |                                  | Cyril Meunier             | DVG                              |             |
| 10 | Lattes                                   | Lattes                  | 57 507 (2022)    | 5                           | Juvignac, Lattes, Lavérune, Pérols et Saint-Jean-de-Védas. |                                  | Patricia Weber            | PS                               |             |
| 11 | Lodève                                   | Lodève                  | 36 711 (2022)    | 54                          | Agonès, Le Bosc, Brissac, Causse-de-la-Selle, Le Caylar, Cazilhac, Celles, Claret, Le Cros, Ferrières-les-Verreries, Fontanès, Fozières, Ganges, Gorniès, Laroque, Lauret, Lauroux, Lavalette, Lodève, Mas-de-Londres, Montoulieu, Moulès-et-Baucels, Notre-Dame-de-Londres, Olmet-et-Villecun, Pégairolles-de-Buèges, Pégairolles-de-l'Escalette, Les Plans, Poujols, Le Puech, Les Rives, Romiguières, Roqueredonde, Rouet, Saint-André-de-Buèges, Saint-Bauzille-de-Putois, Saint-Étienne-de-Gourgas, Saint-Félix-de-l'Héras, Saint-Jean-de-Buèges, Saint-Jean-de-la-Blaquière, Saint-Martin-de-Londres, Saint-Maurice-Navacelles, Saint-Michel, Saint-Pierre-de-la-Fage, Saint-Privat, Sauteyrargues, Sorbs, Soubès, Soumont, Usclas-du-Bosc, La Vacquerie-et-Saint-Martin-de-Castries, Vacquières, Valflaunès, Viols-en-Laval et Viols-le-Fort. |                                  | Gaëlle Lévêque            | PS                               |             |
| 11 | Lodève                                   | Lodève                  | 36 711 (2022)    | 54                          | Agonès, Le Bosc, Brissac, Causse-de-la-Selle, Le Caylar, Cazilhac, Celles, Claret, Le Cros, Ferrières-les-Verreries, Fontanès, Fozières, Ganges, Gorniès, Laroque, Lauret, Lauroux, Lavalette, Lodève, Mas-de-Londres, Montoulieu, Moulès-et-Baucels, Notre-Dame-de-Londres, Olmet-et-Villecun, Pégairolles-de-Buèges, Pégairolles-de-l'Escalette, Les Plans, Poujols, Le Puech, Les Rives, Romiguières, Roqueredonde, Rouet, Saint-André-de-Buèges, Saint-Bauzille-de-Putois, Saint-Étienne-de-Gourgas, Saint-Félix-de-l'Héras, Saint-Jean-de-Buèges, Saint-Jean-de-la-Blaquière, Saint-Martin-de-Londres, Saint-Maurice-Navacelles, Saint-Michel, Saint-Pierre-de-la-Fage, Saint-Privat, Sauteyrargues, Sorbs, Soubès, Soumont, Usclas-du-Bosc, La Vacquerie-et-Saint-Martin-de-Castries, Vacquières, Valflaunès, Viols-en-Laval et Viols-le-Fort. | Jacques Rigaud                   | PS                        |                                  |             |
| 12 | Canton de Lunel                          | Lunel                   | 51 919 (2022)    | 14                          | Boisseron, Campagne, Entre-Vignes, Galargues, Garrigues, Lunel, Lunel-Viel, Marsillargues, Saint-Just, Saint-Nazaire-de-Pézan, Saint-Sériès, Saturargues, Saussines et Villetelle. |                                  |                           | Jérôme Boisson                   | DVG         |
| 12 | Canton de Lunel                          | Lunel                   | 51 919 (2022)    | 14                          | Boisseron, Campagne, Entre-Vignes, Galargues, Garrigues, Lunel, Lunel-Viel, Marsillargues, Saint-Just, Saint-Nazaire-de-Pézan, Saint-Sériès, Saturargues, Saussines et Villetelle. |                                  | Paulette Gougeon          | DVD                              |             |
| 13 | Canton de Mauguio                        | Mauguio                 | 45 624 (2022)    | 8                           | Candillargues, La Grande-Motte, Lansargues, Mauguio, Mudaison, Palavas-les-Flots, Saint-Aunès et Valergues. |                                  |                           | Brice Bonnefoux                  | LR          |
| 13 | Canton de Mauguio                        | Mauguio                 | 45 624 (2022)    | 8                           | Candillargues, La Grande-Motte, Lansargues, Mauguio, Mudaison, Palavas-les-Flots, Saint-Aunès et Valergues. |                                  | Patricia Moullin-Traffort | DVC                              |             |
| 14 | Canton de Mèze                           | Mèze                    | 43 019 (2022)    | 18                          | Adissan, Aumes, Bouzigues, Cabrières, Cazouls-d'Hérault, Fontès, Lézignan-la-Cèbe, Lieuran-Cabrières, Loupian, Mèze, Montagnac, Montbazin, Nizas, Péret, Poussan, Saint-Pons-de-Mauchiens, Usclas-d'Hérault et Villeveyrac. |                                  |                           | Audrey Imbert                    | PS          |
| 14 | Canton de Mèze                           | Mèze                    | 43 019 (2022)    | 18                          | Adissan, Aumes, Bouzigues, Cabrières, Cazouls-d'Hérault, Fontès, Lézignan-la-Cèbe, Lieuran-Cabrières, Loupian, Mèze, Montagnac, Montbazin, Nizas, Péret, Poussan, Saint-Pons-de-Mauchiens, Usclas-d'Hérault et Villeveyrac. | Christophe Morgo                 | PS                        |                                  |             |
| 15 | Canton de Montpellier-1                  | Montpellier             | 56 414 (2022)    | 1 + fraction de Montpellier | Grabels et la partie nord-ouest de Montpellier. |                                  | Manar Bouida              | PS                               |             |
| 15 | Canton de Montpellier-1                  | Montpellier             | 56 414 (2022)    | 1 + fraction de Montpellier | Grabels et la partie nord-ouest de Montpellier. |                                  | Rachid El Moudden         | LÉ                               |             |
| 16 | Canton de Montpellier-2                  | Montpellier             | 56 277 (2022)    | Fraction de Montpellier     | La partie nord de Montpellier. |                                  |                           | Jean-Louis Gély                  | PS          |
| 16 | Canton de Montpellier-2                  | Montpellier             | 56 277 (2022)    | Fraction de Montpellier     | La partie nord de Montpellier. | Gabrielle Henry                  | PS                        |                                  |             |
| 17 | Canton de Montpellier-3                  | Montpellier             | 54 287 (2022)    | Fraction de Montpellier     | La partie est de Montpellier. |                                  | Jérôme Moynier            | PS                               |             |
| 17 | Canton de Montpellier-3                  | Montpellier             | 54 287 (2022)    | Fraction de Montpellier     | La partie est de Montpellier. | Karine Wisniewski                | PS                        |                                  |             |
| 18 | Canton de Montpellier-4                  | Montpellier             | 68 969 (2022)    | Fraction de Montpellier     | La partie sud de Montpellier. |                                  | Jean Almarcha             | PS                               |             |
| 18 | Canton de Montpellier-4                  | Montpellier             | 68 969 (2022)    | Fraction de Montpellier     | La partie sud de Montpellier. |                                  | Corinne Gournay Garcia    | PCF                              |             |
| 19 | Canton de Montpellier-5                  | Montpellier             | 54 215 (2022)    | Fraction de Montpellier     | La partie ouest de Montpellier. |                                  |                           | Zita Chelvi-Sandin               | PS          |
| 19 | Canton de Montpellier-5                  | Montpellier             | 54 215 (2022)    | Fraction de Montpellier     | La partie ouest de Montpellier. |                                  | Sébastien Cristol         | LÉ                               |             |
| 20 | Canton de Montpellier - Castelnau-le-Lez | Montpellier             | 68 494 (2022)    | 4 + fraction de Montpellier | Castelnau-le-Lez, Clapiers, Jacou, Montferrier-sur-Lez et la partie nord-est de Montpellier. |                                  |                           | Renaud Calvat                    | PS          |
| 20 | Canton de Montpellier - Castelnau-le-Lez | Montpellier             | 68 494 (2022)    | 4 + fraction de Montpellier | Castelnau-le-Lez, Clapiers, Jacou, Montferrier-sur-Lez et la partie nord-est de Montpellier. |                                  | Jacqueline Markovic       | LÉ                               |             |
| 21 | Canton de Pézenas                        | Pézenas                 | 37 606 (2022)    | 15                          | Abeilhan, Alignan-du-Vent, Castelnau-de-Guers, Caux, Coulobres, Florensac, Montblanc, Nézignan-l'Évêque, Pézenas, Pinet, Pomérols, Puissalicon, Saint-Thibéry, Tourbes et Valros. |                                  |                           | Julie Garcin Saudo               | PS          |
| 21 | Canton de Pézenas                        | Pézenas                 | 37 606 (2022)    | 15                          | Abeilhan, Alignan-du-Vent, Castelnau-de-Guers, Caux, Coulobres, Florensac, Montblanc, Nézignan-l'Évêque, Pézenas, Pinet, Pomérols, Puissalicon, Saint-Thibéry, Tourbes et Valros. | Vincent Gaudy                    | PS                        |                                  |             |
| 22 | Canton de Pignan                         | Pignan                  | 46 169 (2022)    | 8                           | Cournonsec, Cournonterral, Fabrègues, Murviel-lès-Montpellier, Pignan, Saint-Georges-d'Orques, Saussan et Villeneuve-lès-Maguelone. |                                  |                           | Michelle Cassar                  | DVG         |
| 22 | Canton de Pignan                         | Pignan                  | 46 169 (2022)    | 8                           | Cournonsec, Cournonterral, Fabrègues, Murviel-lès-Montpellier, Pignan, Saint-Georges-d'Orques, Saussan et Villeneuve-lès-Maguelone. |                                  | Jacques Martinier         | DVD                              |             |
| 23 | Canton de Saint-Gély-du-Fesc             | Saint-Gély-du-Fesc      | 46 532 (2022)    | 20                          | Assas, Buzignargues, Cazevieille, Combaillaux, Guzargues, Les Matelles, Murles, Prades-le-Lez, Saint-Bauzille-de-Montmel, Saint-Clément-de-Rivière, Saint-Gély-du-Fesc, Saint-Hilaire-de-Beauvoir, Saint-Jean-de-Cornies, Saint-Jean-de-Cuculles, Saint-Mathieu-de-Tréviers, Saint-Vincent-de-Barbeyrargues, Sainte-Croix-de-Quintillargues, Teyran, Le Triadou et Vailhauquès. |                                  | Michèle Lernout           | DVD                              |             |
| 23 | Canton de Saint-Gély-du-Fesc             | Saint-Gély-du-Fesc      | 46 532 (2022)    | 20                          | Assas, Buzignargues, Cazevieille, Combaillaux, Guzargues, Les Matelles, Murles, Prades-le-Lez, Saint-Bauzille-de-Montmel, Saint-Clément-de-Rivière, Saint-Gély-du-Fesc, Saint-Hilaire-de-Beauvoir, Saint-Jean-de-Cornies, Saint-Jean-de-Cuculles, Saint-Mathieu-de-Tréviers, Saint-Vincent-de-Barbeyrargues, Sainte-Croix-de-Quintillargues, Teyran, Le Triadou et Vailhauquès. |                                  | Jérôme Lopez              | PS                               |             |
| 24 | Canton de Saint-Pons-de-Thomières        | Saint-Pons-de-Thomières | 34 872 (2022)    | 59                          | Agel, Aigne, Aigues-Vives, Assignan, Azillanet, Babeau-Bouldoux, Beaufort, Berlou, Boisset, Cambon-et-Salvergues, Capestang, Cassagnoles, Castanet-le-Haut, La Caunette, Cazedarnes, Cébazan, Cessenon-sur-Orb, Cesseras, Colombières-sur-Orb, Courniou, Creissan, Cruzy, Félines-Minervois, Ferrals-les-Montagnes, Ferrières-Poussarou, Fraisse-sur-Agout, La Livinière, Minerve, Mons, Montels, Montouliers, Olargues, Olonzac, Oupia, Pardailhan, Pierrerue, Poilhes, Prades-sur-Vernazobre, Prémian, Puisserguier, Quarante, Rieussec, Riols, Roquebrun, Rosis, Saint-Chinian, Saint-Étienne-d'Albagnan, Saint-Jean-de-Minervois, Saint-Julien, Saint-Martin-de-l'Arçon, Saint-Pons-de-Thomières, Saint-Vincent-d'Olargues, La Salvetat-sur-Agout, Siran, Le Soulié, Vélieux, Verreries-de-Moussans, Vieussan et Villespassans.                  |                                  |                           | Kléber Mesquida                  | PS          |
| 24 | Canton de Saint-Pons-de-Thomières        | Saint-Pons-de-Thomières | 34 872 (2022)    | 59                          | Agel, Aigne, Aigues-Vives, Assignan, Azillanet, Babeau-Bouldoux, Beaufort, Berlou, Boisset, Cambon-et-Salvergues, Capestang, Cassagnoles, Castanet-le-Haut, La Caunette, Cazedarnes, Cébazan, Cessenon-sur-Orb, Cesseras, Colombières-sur-Orb, Courniou, Creissan, Cruzy, Félines-Minervois, Ferrals-les-Montagnes, Ferrières-Poussarou, Fraisse-sur-Agout, La Livinière, Minerve, Mons, Montels, Montouliers, Olargues, Olonzac, Oupia, Pardailhan, Pierrerue, Poilhes, Prades-sur-Vernazobre, Prémian, Puisserguier, Quarante, Rieussec, Riols, Roquebrun, Rosis, Saint-Chinian, Saint-Étienne-d'Albagnan, Saint-Jean-de-Minervois, Saint-Julien, Saint-Martin-de-l'Arçon, Saint-Pons-de-Thomières, Saint-Vincent-d'Olargues, La Salvetat-sur-Agout, Siran, Le Soulié, Vélieux, Verreries-de-Moussans, Vieussan et Villespassans.                  | Marie-Pierre Pons                | PS                        |                                  |             |
| 25 | Canton de Sète                           | Sète                    | 45 090 (2022)    | 1                           | Sète |                                  |                           | Gabriel Blasco                   | PCF         |
| 25 | Canton de Sète                           | Sète                    | 45 090 (2022)    | 1                           | Sète | Véronique Calueba                | PCF                       |                                  |             |
|    |                                          |                         | 1 217 331 (2022) | 342                         | |                                  |                           |                                  |             |

### Répartition par arrondissement
Contrairement à l'ancien découpage où chaque canton était inclus à l'intérieur d'un seul arrondissement, le nouveau découpage territorial s'affranchit des limites des arrondissements. Certains cantons peuvent être composés de communes appartenant à des arrondissements différents. Dans le département de l'Hérault, c'est le cas de quatre cantons (Agde, Clermont-l'Hérault, Mèze, Saint-Gély-du-Fesc).
Le tableau suivant présente la répartition par arrondissement :
| N° | Canton                         | Béziers                 | Lodève | Montpellier                 | Total                       |
| -- | ------------------------------ | ----------------------- | ------ | --------------------------- | --------------------------- |
| 1  | Agde                           | 4                       |        | 1                           | 5                           |
| 2  | Béziers-1                      | 5 + fraction de Béziers |        |                             | 5 + fraction de Béziers     |
| 3  | Béziers-2                      | 2 + fraction de Béziers |        |                             | 2 + fraction de Béziers     |
| 4  | Béziers-3                      | 8 + fraction de Béziers |        |                             | 8 + fraction de Béziers     |
| 5  | Cazouls-lès-Béziers            | 28                      |        |                             | 28                          |
| 6  | Clermont-l'Hérault             | 24                      | 16     |                             | 40                          |
| 7  | Le Crès                        |                         |        | 11                          | 11                          |
| 8  | Frontignan                     |                         |        | 6                           | 6                           |
| 9  | Gignac                         |                         | 28     |                             | 28                          |
| 10 | Lattes                         |                         |        | 5                           | 5                           |
| 11 | Lodève                         |                         | 54     |                             | 54                          |
| 12 | Lunel                          |                         |        | 14                          | 14                          |
| 13 | Mauguio                        |                         |        | 8                           | 8                           |
| 14 | Mèze                           | 7                       | 5      | 6                           | 18                          |
| 15 | Montpellier-1                  |                         |        | 1 + fraction de Montpellier | 1 + fraction de Montpellier |
| 16 | Montpellier-2                  |                         |        | Fraction de Montpellier     | Fraction de Montpellier     |
| 17 | Montpellier-3                  |                         |        | Fraction de Montpellier     | Fraction de Montpellier     |
| 18 | Montpellier-4                  |                         |        | Fraction de Montpellier     | Fraction de Montpellier     |
| 19 | Montpellier-5                  |                         |        | Fraction de Montpellier     | Fraction de Montpellier     |
| 20 | Montpellier - Castelnau-le-Lez |                         |        | 4 + fraction de Montpellier | 4 + fraction de Montpellier |
| 21 | Pézenas                        | 15                      |        |                             | 15                          |
| 22 | Pignan                         |                         |        | 8                           | 8                           |
| 23 | Saint-Gély-du-Fesc             |                         | 19     | 1                           | 20                          |
| 24 | Saint-Pons-de-Thomières        | 59                      |        |                             | 59                          |
| 25 | Sète                           |                         |        | 1                           | 1                           |
|    |                                | 153                     | 122    | 67                          | 342                         |

## Homonymies
Il n'y a pas de stricte homonymie pour les cantons de Montagnac, Gignac, Lunas et Claret, mais les communes chefs-lieux ont chacune un ou plusieurs homonymes exacts ou partiels.